# Cracker de ostra
Los crackers de ostra son pequeños crackers salados con mantequilla, típicamente con forma hexagonal y unos 15 mm de diámetro (aunque también son frecuentes los circulares un poco mayores). Son populares en el noreste de los Estados Unidos, donde se sirven como acompañamiento de sopas, y en la zona de Cincinnati, donde a menudo se sirve con el distintivo chili de la ciudad. En Nueva Inglaterra se sirven en un estofado de ostra y almeja.
Los crackers de ostra no contienen este molusco, teniendo un sabor parecido al de la galleta de soda. El origen de su nombre no está claro, pudiendo ser que originalmente se servían con estofado de ostra o clam chowder, o simplemente que su forma (una «concha» vagamente circular que se divide en dos partes iguales) recuerda a la de una ostra en su concha.

## Origen
Dos fabricantes reclaman la invención del cracker de ostra:
- La panadería de Adam Exton en Trenton (Nueva Jersey). Exton emigró a Estados Unidos desde Lancashire (Inglaterra) en 1842,[1] y abrió una panadería de tartas y crackers en Trenton con su cuñado, Richard Aspden, en 1846. Aunque Aspden murió el año siguiente, Exton siguió adelante con la panadería (llamada Exton Cracker Bakery o Adam Exton & Co.) Inventó el cracker de ostra junto con una máquina que estiraba y cortaba la masa, resolviendo los problemas higiénicos del amasado manual de los crackers. Su cracker de ostra fue tan popular que los negocios rivales copiaron la receta y empezaron a producirlos también.
- La Westminster Cracker Company de Rutland (Vermont) sigue fabricando crackers de ostra y reclama estar haciéndolo desde 1828 (unos 14 años antes de que la Adam Exton's Trenton Company empezase a elaborar los suyos).[2]